# Carolina Sweets
Pour les articles homonymes, voir Sweets.
Carolina Sweets, de son vrai nom Madelyn Leonard, née le 29 septembre 1996 à Champaign, dans l'Illinois, est une actrice de films pornographiques américaine.

## Biographie
Après avoir abandonné ses études secondaires sans être diplômée, Carolina Sweets devient camgirl à la recherche d'un « sugar daddy », avant de se lancer dans l'industrie pornographique en mai 2016 à l'âge de 19 ans. Elle se fait vite repérer dans le milieu et pose, dès l'année suivante, pour la couverture du magazine Barely Legal d'Hustler. En 2018, après avoir travaillé avec notamment Brazzers, Evil Angel, Girlsway, Reality Kings, Wicked Pictures et Digital Playground, Carolina Sweets signe un contrat avec l'agence OC Modeling. La même année, elle reçoit ses premières nominations aux remises de prix pornographiques XCritic et Spank Bank Awards,.
Elle joue sa première scène de sexe anal à l'occasion du tournage du film First Anal 8 du studio Tushy (es), paru le 9 janvier 2019,.
En 2019, elle reçoit de multiples nominations aux AVN, XBIZ, et XRCO Awards, mais ne remporte toutefois aucun prix.